# Antaresia
Antaresia, även kända som dvärgpytons, är ett släkte av pytonormar som finns i Australien. De är de minsta av alla pytonormar och innehåller bland annat den allra minsta pytonormen, A. perthensis som endast växer till en längd av ungefär 60 centimeter.
Några exemplar blir upp till 1,5 meter långa. Dessa ormar lever i halvöknar och torra skogar. De äter ödlor och små däggdjur. Honor lägger ägg. Antaresia perthensis gömmer sig ofta i termitstackar.
Släktet utgörs av fyra arter (se listan i faktarutan till höger).